# Max Ehrlich

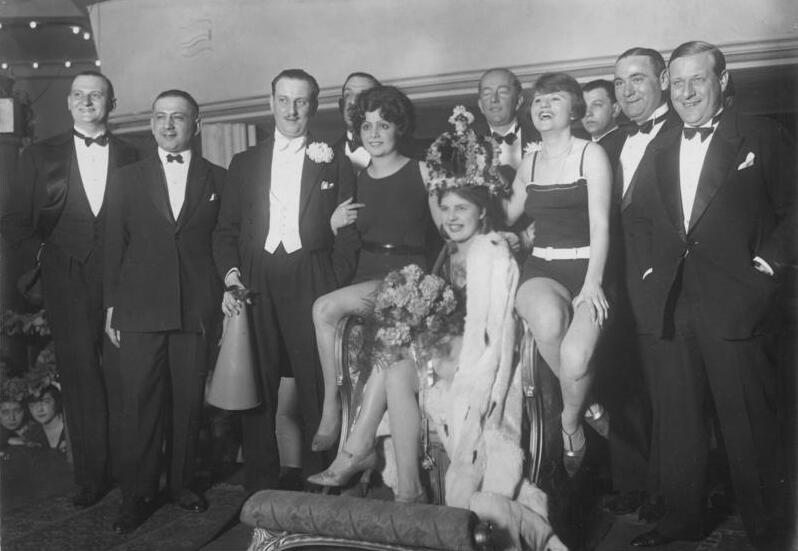
Max Ehrlich (mit Blume am Revers) als Conférencier bei der Miss Germany Wahl in Berlin am 5. März 1927. Die Königin wurde Hildegard Kwandt. (Die Jurymitglieder konnten noch nicht zugeordnet werden)

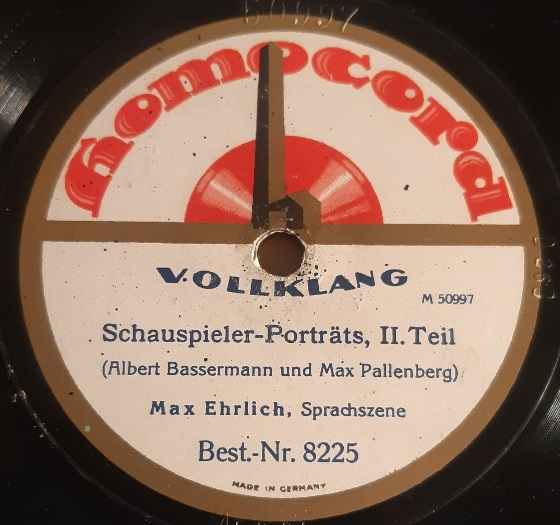
Schallplatte von Max Ehrlich (Berlin, 26. April 1923)

Max Michaelis Ehrlich (* 7. Dezember 1892 in Berlin; † 1. Oktober 1944 im KZ Auschwitz) war ein deutscher Kabarettist, Schauspieler und Filmregisseur.

## Leben
Max Ehrlich erhielt seine Ausbildung ab 1911 an der von Max Reinhardt gegründeten Schauspielschule des Deutschen Theaters. Am Deutschen Theater Berlin hatte er auch 1912 seinen ersten Auftritt. Im Jahr 1913 und von 1916 bis 1920 war er in Breslau engagiert. Er entwickelte sich in den 1920er Jahren zu einem erfolgreichen Kabarettisten. Sein Filmdebüt folgte 1926 mit einer Nebenrolle in dem von Reinhold Schünzel produzierten Stummfilm In der Heimat, da gibt's ein Wiedersehn! Nach 15 weiteren Filmen, für die er gelegentlich auch die Zwischentitel schrieb, folgte 1930 mit einer Nebenrolle in Richard Oswalds Wien, du Stadt der Lieder Ehrlichs erster Tonfilm. Durch den Tonfilm wurde er noch populärer, trat – außer in Kurzfilmen wie Kurt Gerrons Kabarett-Programm Nr. 2 und Nr. 6 (1931) und Heinz Hilles Wer zahlt heute noch? – allerdings niemals in tragender Rolle auf. Ab 1932 stand er als Kurzfilmregisseur häufig auch hinter der Kamera.
Als Jude wurde Max Ehrlich nach der Machtergreifung der Nationalsozialisten nicht in die Reichsfachschaft Film aufgenommen und konnte somit in Deutschland nicht mehr arbeiten. Er ging nach Wien und, nachdem seine Auftritte auch dort gestört wurden, weiter in die Schweiz und nach Holland. Vom Heimweh getrieben, kehrte er 1935 jedoch nach Deutschland zurück, wo er im Rahmen des Jüdischen Kulturbundes unter eingeschränkten Bedingungen weiter auftreten konnte. Nach den Novemberpogromen von 1938 zog er im folgenden Frühjahr nach Amsterdam, wo er sich Willy Rosens jüdischem Theater anschloss.
Im Mai 1940 begann die deutsche Besetzung der neutralen Niederlande. Max Ehrlich wurde 1943 verhaftet und ins holländische Durchgangslager Westerbork deportiert. Als Leiter einer Gefangenentruppe konnte er hier mit zum Teil prominenten Mitgefangenen eine Reihe von Bühnenprogrammen aus Sketchen und Songs erarbeiten und aufführen:
Bunter Abend, Juli 1943; Humor und Melodie, September 1943; Bravo! De Capo!, Oktober 1943; Bunter Abend (2), März 1944; Bunter Abend (3), April 1944; Total Verrückt, Juni 1944
Mit dem vorletzten Deportationszug wurde Ehrlich am 4. September 1944 in das Ghetto Theresienstadt und von dort nach Auschwitz gebracht, wo er in der Gaskammer ermordet wurde.
Max Ehrlich war seit 1920 mit der Schauspielerin und Sängerin Charlotte Cohn (* 1893 Cottbus; † 1978 Los Angeles) verheiratet. Seine Ehefrau überlebte das Theresienstädter Ghetto, emigrierte 1947 in die USA und arbeitete als Physiotherapeutin in Hollywood.

## Filmografie
als Darsteller, wenn nicht anders angegeben:
- 1926: In der Heimat, da gibt’s ein Wiedersehn!
- 1927: Familientag im Hause Prellstein
- 1927: Es zogen drei Burschen…/ Drei Seelen und ein Gedanke – Zwischentitel
- 1928: Mascottchen – Zwischentitel
- 1928: Liebfraumilch
- 1928: In Werder blühen die Bäume... – Zwischentitel
- 1928: Ihr dunkler Punkt
- 1928: Fräulein Chauffeur – Zwischentitel
- 1928: Flitterwochen – Drehbuch, Darsteller
- 1928: Ein kleiner Vorschuß auf die Seligkeit – Drehbuch
- 1928: Die tolle Komteß – Drehbuch, Zwischentitel, Darsteller
- 1928: Die blaue Maus
- 1928: Die Wochenendbraut – Zwischentitel
- 1928: Das Haus ohne Männer – Zwischentitel
- 1929: Meineid
- 1929: Der schwarze Domino
- 1928: Wien, du Stadt der Lieder – Drehbuch, Darsteller
- 1930: Susanne macht Ordnung
- 1930: Hokuspokus
- 1930: Die vom Rummelplatz
- 1931: Die Marquise von Pompadour
- 1930: Der Tanzhusar
- 1930: Der Korvettenkapitän/Blaue Jungs von der Marine
- 1930: Der Greifer – Drehbuch
- 1931: Um eine Nasenlänge
- 1931: Kabarett-Programm Nr. 6 (Kurzfilm)
- 1931: Kabarett-Programm Nr. 2 (Kurzfilm)
- 1931: Goldblondes Mädchen, ich schenk Dir mein Herz – Ich bin ja so verliebt…
- 1931: Die schwebende Jungfrau
- 1931: Der Storch streikt. Siegfried der Matrose
- 1931: Der Schlemihl
- 1931: Der Hochtourist
- 1931: Schatten der Unterwelt
- 1932: Wer zahlt heute noch? (Kurzfilm)
- 1932: Wenn die Liebe Mode macht
- 1932: Revierkrank (Kurzfilm) – Regie
- 1933: Mord im Kohlenkeller (Kurzfilm) – Regie
- 1933: Kaczmarek als Rosenkavalier (Kurzfilm) – Regie
- 1933: Herr Direktor engagiert (Kurzfilm)
- 1932: Die erste Instruktionsstunde (Kurzfilm) – Regie
- 1932: Der falsche Hund (Kurzfilm) – Regie, Drehbuch, Darsteller
- 1933: Hugo’s Nachtarbeit (Kurzfilm) – Regie, Drehbuch

## Ehrungen
Der italienische Komponist Francesco Lotoro dirigierte am 15. April 2018 in Jerusalem ein Konzert mit Werken jüdischer Komponisten, die in Konzentrationslagern entstanden. Das Konzert fand anlässlich Jom haAtzma’ut und des 70. Jahrestages der Staatsgründung Israels statt und beinhaltete u. a. Werke von Max Ehrlich und Willy Rosen.

## Schriften
- Max Ehrlich und Paul Morgan: Heulen und Zähneklappern: das Buch der faulen Witze. Eden-Verlag, Berlin 1927 (online)
- Max Ehrlich: Von Adalbert bis Zilzer. Gesammelte Theateranekdoten. Eden-Verlag, Berlin 1928.